# Acrapex peracuta
Acrapex peracuta là một loài bướm đêm trong họ Noctuidae.